# 阿扎利亞 (密歇根州)
阿扎利亞（英語：Azalia）是位於美國密歇根州門羅縣米蘭鎮區的一個非建制地區。

## 地理
阿扎利亞所處的海拔為高於海平面204米（即669英呎），而該地所採用的時區為UTC-5，即北美东部時區（EST）。同時該地設有夏令時間，為UTC-5調快一小時，即UTC-4（EDT）。